# Григорій (Лісовський)
Григорій Лісовський (6 лютого 1845, село Сорочинці, Прилуцький повіт, Полтавська єпархія — 16 березня 1927, Полтава) — діяч московського православного руху в УССР. Вікарій Полтавської єпархії РПЦ.  Митрополит Полтавський і Переяславський.

## Життєпис
Народився 25 січня 1845 в селі Сорочинці Прилуцького повіту Полтавської губернії у родині псаломщика.
У 1867 закінчив Полтавську духовну семінарію і того ж року зведений у сан диякона. Призначений законовчителем до Полтавської військової гімназії.
У 1873 призначений виконувачем обов'язків наглядача Полтавського духовного училища.
У 1874 висвячений у сан священика. У 1890 зведений у сан протоієрея.
Крім посади наглядача виконував багато різних обов'язків у навчальних та економічних справах як за дорученням начальства, так і за виборами духовенства. Прийняв чернецтво.
На початку жовтня 1921 хіротонізований на єпископа Лубенського, вікарія Полтавської єпархії, здійснював управління Полтавською єпархією, затверджений правлячим архієреєм Полтавської єпархії зі зведенням у сан архієпископа на Київській нараді 1922 року.
Вів енергійну боротьбу з обновленством, УАПЦ і особливо з УСЄЦ.
На початку 1927 зведений у сан митрополита Полтавського та Переяславського
Помер 17 березня 1927. На прощання з архіпастирем прийшли тисячі людей; похоронна процесія рухалася центральними вулицями, які влада все ж таки офіційно перекрила для руху транспорту. Похований за вівтарем Свято-Макаріївського собору Полтави.